# Sudamericano de Rugby A 2002
El Sudamericano de Rugby A de 2002 se disputó en la ciudad de Mendoza, Argentina usándose como escenario el estadio Bautista Gargantini del Independiente Rivadavia. Es la primera vez que se eligió a esta ciudad sede de un sudamericano, el único encuentro jugado fuera de Mendoza fue el que se enfrentaron Chile y Paraguay al otro lado de la Cordillera, más precisamente en la ciudad de Santiago de Chile y fue válido por la Ronda 3 de la clasificación americana para la Copa Mundial de Rugby de 2003 a disputarse en Australia.

## Equipos participantes
- Selección de rugby de Argentina (Los Pumas)
- Selección de rugby de Chile (Los Cóndores)
- Selección de rugby de Paraguay (Los Yacarés)
- Selección de rugby de Uruguay (Los Teros)

## Posiciones[2]
| Pos. | Equipo    | Encuentros | Encuentros | Encuentros | Encuentros | Tantos  | Tantos    | Tantos     | Puntos |
| Pos. | Equipo    | jugados    | ganados    | empatados  | perdidos   | a favor | en contra | diferencia | Puntos |
| ---- | --------- | ---------- | ---------- | ---------- | ---------- | ------- | --------- | ---------- | ------ |
| 1    | Argentina | 3          | 3          | 0          | 0          | 244     | 34        | + 210      | 9      |
| 2    | Uruguay   | 3          | 2          | 0          | 1          | 135     | 57        | + 78       | 7      |
| 3    | Chile     | 3          | 1          | 0          | 2          | 86      | 95        | - 9        | 5      |
| 4    | Paraguay  | 3          | 0          | 0          | 3          | 11      | 290       | - 279      | 3      |

Nota: Se otorgan 3 puntos al equipo que gane un partido, 2 al que empate y 1 al que pierda

## Resultados[3]

### Primera fecha
| 28 de abril | Argentina | 35 - 21 | Uruguay | Estadio Bautista Gargantini, Mendoza, Argentina |  |
|             |           | Reporte |         |                                                 |  |

| 28 de abril                                                    | Chile | 57 - 5  | Paraguay | CARR de La Reina, Santiago, Chile |  |
|                                                                |       | Reporte |          |                                   |  |
| Válido por la clasificación a la Copa Mundial de Rugby de 2003 |       |         |          |                                   |  |

### Segunda fecha
| 1 de mayo | Argentina | 152 - 0 | Paraguay | Estadio Bautista Gargantini, Mendoza, Argentina |                               |
|           |           | Reporte |          | Asistencia: 4500 espectadores                   | Asistencia: 4500 espectadores |

| 1 de mayo | Uruguay | 33 - 16 | Chile | Estadio Bautista Gargantini, Mendoza, Argentina |  |
|           |         | Reporte |       |                                                 |  |

### Tercera fecha
| 4 de mayo | Argentina | 57 - 13 | Chile | Estadio Bautista Gargantini, Mendoza, Argentina |  |
|           |           | Reporte |       |                                                 |  |

| 5 de mayo | Uruguay | 81 - 6  | Paraguay | Estadio Bautista Gargantini, Mendoza, Argentina |  |
|           |         | Reporte |          |                                                 |  |

| Bandera de Argentina   |
| Campeón Argentina      |
| Vigésimo tercer título |

## Récords
- El partido con el que Argentina venció a Paraguay por 152 a 0 estableció varios récords, como el de mayor diferencia entre selecciones (compartido con Japón 155 - 3 China Taipéi), el de mayor cantidad de tries (24) en suelo argentino y la máxima derrota de Los Yacarés.[5][6]